# Friedrich Lang
Pour les articles homonymes, voir Lang.
Friedrich Lang, né le 12 janvier 1915 à Moravská Třebová et mort le 29 décembre 2003 à Hanovre, est un pilote de Stuka allemand, as sur stuka durant le Seconde Guerre mondiale. 
Il a été décoré de la croix de chevalier de la croix de fer avec feuilles de chêne et glaives.